# Instorting van een metroviaduct in Mexico-Stad
De instorting van een metroviaduct in Mexico-Stad vond plaats op 3 mei 2021 om 22:25 CDT, waarbij een verhoogd gedeelte van Lijn 12 van de metro van Mexico-Stad instortte. Dit gedeelte bevond zich tussen de stations Olivos en Tezonco in Tláhuac, Mexico-Stad, Mexico. Ten minste 26 mensen kwamen om het leven toen de brug en de trein op de weg eronder vielen.

## Instorting
De sectie stortte in toen een draagbalk die de sporen ondersteunde het begaf, waardoor de laatste twee treinwagons vielen. De brokstukken vielen op een auto. Ten minste 26 mensen kwamen om het leven en 70 anderen raakten gewond, waaronder 65 slachtoffers die in het ziekenhuis werden opgenomen, van wie er zeven in ernstige toestand verkeerden. Onder de dodelijke slachtoffers waren kinderen. Het viaduct lag ongeveer 5 meter boven de weg, maar liep over een betonnen middenberm, waardoor er minder slachtoffers vielen onder de automobilisten op de weg.

## Reddingspogingen
Na de instorting begonnen voorbijgangers met de reddingspogingen. Ze werden later vergezeld door eerste responsteams. Eén persoon zat vast in zijn voertuig door de trein en werd gered en bleef ongedeerd. Een kraan werd ingezet om delen van de trein op te hijsen terwijl zoek- en reddingsteams werkten om overlevenden te vinden.

## Onderzoek naar de oorzaken
De regering van Mexico-Stad huurde Det Norske Veritas in om onderzoek te doen naar de oorzaken van de ramp. Op 16 juni 2021 werd een interim-rapport naar de pers gelekt. Volgens het voorlopige rapport waren fouten tijdens de bouw, met name de plaatsing en soldering van bouten, de oorzaak van structurele problemen van het viaduct. De voorlopige conclusies noopten Marcelo Ebrard, tijdens de bouw hoofd van de regering van Mexico-Stad, en Carlos Slim, eigenaar van Grupo Carso die het viaduct had gebouwd, tot een verklaring.

## Gevolgen
Op 28 juni 2021 maakte Claudia Sheinbaum bekend dat de directeur van de Metro, Florencia Serranía, was ontslagen en dat in haar functie Guillermo Calderón was benoemd. Algemeen wordt aangenomen dat de instorting van het viaduct van lijn 12 de aanleiding was. De dag erna kondigde Andrés Manuel López Obrador aan dat Carlos Slim voor de wederopbouw van het ingestorte viaduct zou betalen.